# Ologamasus longisetosus
Ologamasus longisetosus är en spindeldjursart som beskrevs av Schmolzer 1995. Ologamasus longisetosus ingår i släktet Ologamasus och familjen Ologamasidae. Inga underarter finns listade i Catalogue of Life.